# Mój własny wróg
Mój własny wróg (ang. Enemy Mine) – opowiadanie science-fiction amerykańskiego pisarza Barry’ego B. Longyeara, nagrodzone w 1980 nagrodą Hugo, a w 1979 nagrodą Nebula.
W Polsce, w tłumaczeniu Danuty Górskiej, ukazało się, w dwóch częściach, w czasopiśmie „Nowa Fantastyka” (1996, nr 3 i 4).
W 1985 roku opowiadanie zostało zekranizowane przez Wolfganga Petersena. Film otrzymał taki sam tytuł. W rolach głównych wystąpili: Dennis Quaid i Louis Gossett Jr.

## Przegląd treści
Ludzkość toczy we wszechświecie wojnę z rasą Draków. Pilot Willis Davidge zmuszony jest do awaryjnego lądowania na wulkanicznej planecie Fyrine IV. W obcym świecie rozbija się również Shigan – przedstawiciel cywilizacji Draków. Aby przetrwać w obcym i wrogim środowisku, Davidge i Shigan muszą współpracować. Z czasem dawni wrogowie uczą się języka, zwyczajów i religii przeciwnika. Stopniowo wrogość zastępowana jest przez przyjaźń.
Na Fyrine IV przychodzi na świat dziecko Shigana, jednocześnie sam Drak umiera, wymuszając na Willisie obietnicę zaopiekowania się potomkiem. Davidge rozpoczyna starania, by zapewnić przeżycie noworodkowi obcego sobie gatunku oraz wychować go przekazując wiedzę na temat kultury Draków oraz ludzi.